# Glaucopsyche xerces
Glaucopsyche xerces é uma espécie extinta de borboleta da família das borboletas com asas finas, Lycaenidae. A espécie vivia em dunas costeiras de Sunset District, na Península de São Francisco. Acredita-se que a xerces  seja a primeira espécie de borboleta americana a se extinguir como resultado da perda de habitat causada pelo desenvolvimento urbano. A última xerces foi visto em 1941 ou 1943 em terras que fazem parte da Golden Gate National Recreation Area.